# ラグビーウェールズ代表
ラグビーウェールズ代表 (ラグビーウェールズだいひょう、ウェールズ語: Tîm rygbi'r undeb cenedlaethol Cymru, 英: Wales national rugby union team) は、ウェールズラグビー協会 (en:Welsh Rugby Union)が組織するラグビーユニオンのナショナルチームである。愛称は「レッドドラゴンズ」（Red Dragons）。　エンブレムはスリーフェザーズ（三枚の羽根）。

## 概要
1881年に初のテストマッチ（対イングランド）を戦った。
シックス・ネイションズの一つであり、ホーム・ネイションズによる合同チームである「ブリティッシュ・アンド・アイリッシュ・ライオンズ」にも参加している。ホームスタジアムは、首都カーディフにあるミレニアム・スタジアム。
1970年代は、ガレス・エドワーズ、バリー・ジョン、フィル・ベネット、J・P・R・ウィリアムズなどのスター選手を擁した。エドワーズが主将を務めた時代以降、ウェールズ代表はファイブ・ネイションズ・チャンピオンシップで3回のグランドスラムを含む7度の制覇を果たした。
しかし、ワールドカップ1987での3位獲得以降はワールドカップでプール戦敗退が続き、低迷が続いた。
ワールドカップ1999のウェールズ大会開催を機に再び強化に乗り出し、2005年、2008年にシックス・ネイションズにおいてグランドスラムを達成した。
2022年12月5日、ワールドカップ2023まであと9か月の時点でヘッドコーチのウェイン・ピヴァックが成績不振を理由に解任され、前回ワールドカップ2019まで12年間務めたウォーレン・ガットランドがヘッドコーチに復帰した。
2023年1月29日、ウェールズラグビー連盟（WRU）最高経営責任者（CEO）のスティーブ・フィリップスが辞任した。組織内に女性蔑視や性差別、人種差別、同性愛嫌悪があったと告発するテレビ番組がBBCで放送され、批判を浴びていた。
2023年2月25日のシックス・ネイションズのイングランド戦は、一部所属選手の契約がまとまらず、選手によるストライキ・試合中止が危惧されたが、直前に回避された。
ワールドカップ2023において、2023年10月7日ジョージア代表戦に勝利したのを最後に、翌週10月14日アルゼンチン代表戦で敗れ、後述2025年7月12日の日本代表戦での勝利まで、21か月にわたりテストマッチ18連敗を喫した。
2025年2月8日、2025年シックス・ネイションズ第2節で、ウェールズ代表はテストマッチ14連敗を記録。これによりワールドラグビーランキングは、史上最低の12位に転落した。2月11日、ウエールズラグビー協会は、ウォーレン・ガットランドHCが双方合意により退任することを発表した。
2025年6月から日本遠征を行い、7月5日の日本代表との第1戦は19-24（前半19-7）で敗れ、テストマッチ18連敗となった。これにより2025年7月7日付けのワールドラグビーランキングは14位に落ち、2003年10月のランキング導入以来、歴代最低の順位となった。その翌週7月12日にアウェーで日本代表に31-22（前半21-10）で勝利し、連敗記録が644日（21か月）でストップ。2025年7月14日付けランキングが12位に戻った。
2025年7月21日、ディフェンスコーチのスティーヴ・タンディが、9月1日からヘッドコーチになることを発表。

## 愛称

### レッドドラゴンズ
英語圏や日本のメディアでは「レッドドラゴンズ」（赤い竜）という語句が使われる。フランスではウェールズ代表は解説者によってしばしば「Diables Rouges」（赤い悪魔）と呼ばれる。その起源は不明だが、この称号は現在慣習化しており、映像メディアで広く使われている。しかし、「赤い悪魔」という愛称はいくつかのスポーツチーム（主にサッカーのマンチェスター・ユナイテッドやベルギー代表）に対して使われる。この愛称はイギリスのメディアでは広く使われていないが、時に目にすることもある。

### カムリ
愛称ではなく、ウェールズ語でウェールズを「Cymru（カムリ）」と表記する。ウェールズ内でのメディアでは、カムリの呼称も一般的。

## 成績

### ラグビーワールドカップ
- 1987年 - 3位
- 1991年 - プール戦敗退
- 1995年 - プール戦敗退
- 1999年 - ベスト8
- 2003年 - ベスト8
- 2007年 - プール戦敗退
- 2011年 - 4位
- 2015年 - ベスト8
- 2019年 - 4位
- 2023年 - ベスト8
- 2027年 - 出場権獲得

### シックス・ネイションズ
2025年3月16日現在
|                                                                   | · イングランド   | · アイルランド   | · スコットランド   | · ウェールズ   | · フランス   | · イタリア   |
| ----------------------------------------------------------------- | ---------------- | ---------------- | ------------------ | -------------- | ------------ | ------------ |
| 試合数                                                            | 135              | 137              | 137                | 137            | 102          | 32           |
| 単独優勝（カッコ内は同時優勝）回数                                |                  |                  |                    |                |              |              |
|                                                                   | イングランドの旗 | アイルランドの旗 | スコットランドの旗 | ウェールズの旗 | フランスの旗 | イタリアの旗 |
| ホーム・ネイションズ時代                                          | 5 (4)            | 4 (4)            | 10 (3)             | 7 (4)          | 該当せず     | 該当せず     |
| ファイブ・ネイションズ時代                                        | 17 (6)           | 6 (5)            | 5 (6)              | 15 (8)         | 12 (8)       | 該当せず     |
| シックス・ネイションズ (現在)                                     | 7                | 6                | 0                  | 6              | 7            | 0            |
| 合計                                                              | 29 (10)          | 16 (9)           | 15 (9)             | 28 (12)        | 19 (8)       | 0 (0)        |
| グランドスラム（全勝優勝）回数                                    |                  |                  |                    |                |              |              |
|                                                                   | イングランドの旗 | アイルランドの旗 | スコットランドの旗 | ウェールズの旗 | フランスの旗 | イタリアの旗 |
| ホーム・ネイションズ時代                                          | 0                | 0                | 0                  | 2              | 該当せず     | 該当せず     |
| ファイブ・ネイションズ時代                                        | 11               | 1                | 3                  | 6              | 6            | 該当せず     |
| シックス・ネイションズ (現在)                                     | 2                | 3                | 0                  | 4              | 4            | 0            |
| 合計                                                              | 14               | 4                | 3                  | 12             | 10           | 0            |
| トリプルクラウン（ホーム・ネーションズ（英4か国）内での全勝）回数 |                  |                  |                    |                |              |              |
|                                                                   | イングランドの旗 | アイルランドの旗 | スコットランドの旗 | ウェールズの旗 | フランスの旗 | イタリアの旗 |
| ホーム・ネイションズ時代                                          | 5                | 2                | 7                  | 6              | 該当せず     | 該当せず     |
| ファイブ・ネイションズ時代                                        | 16               | 4                | 3                  | 11             | 該当せず     | 該当せず     |
| シックス・ネイションズ (現在)                                     | 5                | 8                | 0                  | 5              | 該当せず     | 該当せず     |
| 合計                                                              | 26               | 14               | 10                 | 22             | 該当せず     | 該当せず     |
| ウドゥン・スプーン（最下位チーム賞）回数                          |                  |                  |                    |                |              |              |
|                                                                   | イングランドの旗 | アイルランドの旗 | スコットランドの旗 | ウェールズの旗 | フランスの旗 | イタリアの旗 |
| ホーム・ネイションズ時代                                          | 7                | 10               | 5                  | 6              | 該当せず     | 該当せず     |
| ファイブ・ネイションズ時代                                        | 10               | 15               | 15                 | 10             | 12           | 該当せず     |
| シックス・ネイションズ (現在)                                     | 0                | 0                | 4                  | 3              | 1            | 18           |
| 合計                                                              | 17               | 25               | 24                 | 19             | 13           | 18           |

## 選手
ウェールズ代表スコッド（日本遠征メンバー、2025年7月9日現在）
- 暫定ヘッドコーチ  マット・シェラット

| ポジション     | 氏名                             | 所属チーム           | 生年月日               | 身長 | 体重 | cap | 備考        |
| -------------- | -------------------------------- | -------------------- | ---------------------- | ---- | ---- | --- | ----------- |
| プロップ       | キーロン・アシラッティ           | カーディフ           | 1997年6月30日（28歳）  | 188  | 120  | 14  |             |
| プロップ       | クリス・コールマン               | ドラゴンズ           | 1998年8月31日（26歳）  | 189  | 125  | 0   |             |
| プロップ       | アーチー・グリフィン             | バース               | 2001年7月24日（23歳）  | 189  | 117  | 6   |             |
| プロップ       | ガリン・フィリップス             | オスプリーズ         | 2001年5月14日（24歳）  | 184  | 113  | 0   |             |
| プロップ       | ニッキー・スミス                 | レスター・タイガース | 1994年4月7日（31歳）   | 180  | 116  | 54  |             |
| プロップ       | ガレス・トーマス                 | オスプリーズ         | 1993年8月2日（31歳）   | 188  | 116  | 40  |             |
| フッカー       | リアム・ベルチャー               | カーディフ           | 1996年4月28日（29歳）  | 175  | 106  | 0   |             |
| フッカー       | エリオット・ディー               | ドラゴンズ           | 1994年3月7日（31歳）   | 185  | 106  | 56  |             |
| フッカー       | デヴィ・レイク                   | オスプリーズ         | 1999年5月16日（26歳）  | 185  | 114  | 20  |             |
| ロック         | ベン・カーター                   | ドラゴンズ           | 2001年1月23日（24歳）  | 198  | 117  | 12  | 7/9負傷離脱 |
| ロック         | フレディー・トーマス             | グロスター           | 2001年11月9日（23歳）  | 195  | 117  | 3   |             |
| ロック         | テディ・ウィリアムズ             | カーディフ           | 2000年10月18日（24歳） | 201  | 118  | 6   |             |
| バックロー     | タウルペ・ファレタウ             | カーディフ           | 1990年11月12日（34歳） | 188  | 115  | 108 |             |
| バックロー     | ジョシュ・マクラウド             | スカーレッツ         | 1996年10月27日（28歳） | 188  | 103  | 2   |             |
| バックロー     | アレックス・マン                 | カーディフ           | 2002年1月6日（23歳）   | 191  | 97   | 5   |             |
| バックロー     | テイン・プラムツリー             | スカーレッツ         | 2000年3月9日（25歳）   | 196  | 108  | 7   |             |
| バックロー     | ジェームズ・ラッティ             | オスプリーズ         | 1997年10月14日（27歳） | 196  | 115  | 1   |             |
| バックロー     | トミー・レフェル                 | レスター・タイガース | 1999年4月27日（26歳）  | 183  | 103  | 27  |             |
| バックロー     | アーロン・ウェインライト         | ドラゴンズ           | 1997年9月25日（27歳）  | 188  | 106  | 57  |             |
| スクラムハーフ | キーラン・ハーディ               | オスプリーズ         | 1995年11月30日（29歳） | 185  | 89   | 23  |             |
| スクラムハーフ | ルーベン・モーガン＝ウィリアムズ | オスプリーズ         | 1998年2月3日（27歳）   | 182  | 85   | 0   |             |
| スクラムハーフ | ロドリー・ウィリアムズ           | ドラゴンズ           | 1993年5月5日（32歳）   | 175  | 86   | 9   |             |
| スタンドオフ   | サム・コステロウ                 | スカーレッツ         | 2001年1月10日（24歳）  | 173  | 86   | 18  |             |
| スタンドオフ   | ダン・エドワーズ                 | オスプリーズ         | 2003年5月7日（22歳）   | 178  | 83   | 2   |             |
| センター       | ジョー・ロバーツ                 | スカーレッツ         | 2000年5月10日（25歳）  | 183  | 93   | 5   |             |
| センター       | マックス・ペイジ                 | スカーレッツ         | 2004年12月17日（20歳） | 176  | 82   | 0   |             |
| センター       | ベン・トーマス                   | カーディフ           | 1998年11月25日（26歳） | 183  | 91   | 12  |             |
| センター       | ジョニー・ウィリアムズ           | スカーレッツ         | 1996年10月18日（28歳） | 191  | 100  | 7   |             |
| ウイング       | ジョシュ・アダムス               | カーディフ           | 1995年4月21日（30歳）  | 183  | 96   | 61  |             |
| ウイング       | キーラン・ジャイルズ             | オスプリーズ         | 1998年1月29日（27歳）  | 173  | 78   | 0   |             |
| ウイング       | ブレア・マレー                   | スカーレッツ         | 2001年10月9日（23歳）  | 173  | 83   | 8   |             |
| ウイング       | トム・ロジャース                 | スカーレッツ         | 1998年12月17日（26歳） | 185  | 86   | 9   |             |
| フルバック     | キャメロン・ウィネット           | カーディフ           | 2003年1月7日（22歳）   | 180  | 85   | 9   |             |

## ワールドラグビー男子ランキング
| ワールドラグビー男子ランキング 上位30チーム（2025年7月21日時点） | ワールドラグビー男子ランキング 上位30チーム（2025年7月21日時点） | ワールドラグビー男子ランキング 上位30チーム（2025年7月21日時点） | ワールドラグビー男子ランキング 上位30チーム（2025年7月21日時点） |
| 順位                                                             | 変動*                                                            | チーム                                                           | ポイント                                                         |
| ---------------------------------------------------------------- | ---------------------------------------------------------------- | ---------------------------------------------------------------- | ---------------------------------------------------------------- |
| 1                                                                | 増減なし                                                         | 南アフリカ共和国                                                 | 092.78                                                           |
| 2                                                                | 増減なし                                                         | ニュージーランド                                                 | 092.06                                                           |
| 3                                                                | 増減なし                                                         | アイルランド                                                     | 089.83                                                           |
| 4                                                                | 増減なし                                                         | フランス                                                         | 087.82                                                           |
| 5                                                                | 増減なし                                                         | イングランド                                                     | 087.64                                                           |
| 6                                                                | 増減なし                                                         | オーストラリア                                                   | 082.08                                                           |
| 7                                                                | 増減なし                                                         | アルゼンチン                                                     | 082.05                                                           |
| 8                                                                | 増減なし                                                         | スコットランド                                                   | 081.57                                                           |
| 9                                                                | 増減なし                                                         | フィジー                                                         | 080.50                                                           |
| 10                                                               | 増減なし                                                         | イタリア                                                         | 077.77                                                           |
| 11                                                               | 増減なし                                                         | ジョージア                                                       | 074.69                                                           |
| 12                                                               | 増減なし                                                         | ウェールズ                                                       | 074.05                                                           |
| 13                                                               | 増減なし                                                         | サモア                                                           | 072.48                                                           |
| 14                                                               | 増減なし                                                         | 日本                                                             | 072.29                                                           |
| 15                                                               | 増減なし                                                         | スペイン                                                         | 069.12                                                           |
| 16                                                               | 増減なし                                                         | アメリカ合衆国                                                   | 068.45                                                           |
| 17                                                               | 増減なし                                                         | ウルグアイ                                                       | 067.52                                                           |
| 18                                                               | 増減なし                                                         | ポルトガル                                                       | 066.44                                                           |
| 19                                                               | 増減なし                                                         | トンガ                                                           | 065.46                                                           |
| 20                                                               | 増減なし                                                         | チリ                                                             | 063.83                                                           |
| 21                                                               | 増減なし                                                         | ルーマニア                                                       | 062.67                                                           |
| 22                                                               | 増減なし                                                         | ベルギー                                                         | 061.20                                                           |
| 23                                                               | 増減なし                                                         | 香港                                                             | 059.98                                                           |
| 24                                                               | 2                                                                | ジンバブエ                                                       | 058.80                                                           |
| 25                                                               | 1                                                                | カナダ                                                           | 057.75                                                           |
| 26                                                               | 1                                                                | オランダ                                                         | 057.01                                                           |
| 27                                                               | 2                                                                | ナミビア                                                         | 056.86                                                           |
| 28                                                               | 増減なし                                                         | ブラジル                                                         | 055.90                                                           |
| 29                                                               | 増減なし                                                         | スイス                                                           | 055.26                                                           |
| 30                                                               | 増減なし                                                         | ポーランド                                                       | 054.06                                                           |
| *前週からの変動                                                  |                                                                  |                                                                  |                                                                  |
| ウェールズのランキングの推移                                     |                                                                  |                                                                  |                                                                  |
| 生のグラフデータを参照/編集してください.                         |                                                                  |                                                                  |                                                                  |
| 出典: ワールドラグビー 推移グラフの最終更新: 2025年7月21日       |                                                                  |                                                                  |                                                                  |
|                                                                  | 現在、技術上の問題で一時的にグラフが表示されなくなっています。   |                                                                  |                                                                  |

ワールドラグビーが発表するデータにもとづく。
2019年8月19日付および翌週26日付の2週にわたり、1位となった。それまでの1位だったニュージーランドが不調でポイントを下げ、2位のウェールズが2019年8月17日イングランドに勝利したことによる。ニュージーランドは、前週まで509週連続1位だった。
2023年2月25日、ホームゲームでイングランドに10-20で敗戦。それまでの9位から10位に下落した。10位となるのは2013年2月4日以来のこと。
2025年6月から日本遠征を行い、7月5日に13位日本代表との第1戦は19-24（前半19-7）で敗れ、これにより2025年7月7日付けのワールドラグビーランキングは12位から14位に落ち、2003年10月のランキング導入以来、歴代最低の順位となった。その翌週7月12日にアウェーで日本代表に31-22（前半21-10）で勝利し、2025年7月14日付けランキングが12位に戻った。

## その他の記録
- 2001年6月3日、秩父宮ラグビー場でサントリーに41-45で敗れた（ノンキャップマッチ）[27]。
- ラグビーワールドカップ2007年第7回大会の予選プールでは4試合中2勝2敗で勝ち点12を上げるも予選3位で敗退した(1999年第5回大会以降4試合で勝ち点最多12の敗退は2015年第9回のラグビー日本代表と並ぶ)。
- 2013年に日本に遠征を行いテストマッチで敗れた。詳細は2013年ラグビーウェールズ代表の日本遠征を参照。
- ワールドカップ2023において、2023年10月7日ジョージア代表戦[7]に勝利したのを最後に、翌週10月14日アルゼンチン代表戦[8]で敗れ、後述2025年7月12日の日本代表戦での勝利[9]まで、21か月にわたりテストマッチ18連敗を喫した[10][11]。

## 北九州市との関わり
ラグビーワールドカップ2019の出場に際しては、主に西日本各地を転々として事前キャンプを行ったが、その中でキャンプ地の一つ・北九州市との関係を強くしていった。
北九州市では大会本番の試合は無かったが、サッカークラブ・ギラヴァンツ北九州のホームスタジアムである北九州スタジアム（ミクニワールドスタジアム北九州）でキャンプを行った。そして一般公開された2019年9月16日には、スタジアムに詰めかけた多くの市民がウェールズの“国歌”である「カロン・ラン」を原語で歌って迎えた。またその他の場面でも北九州市は全市規模でウェールズを応援する態勢を敷いた。
大会後、ウェールズラグビー協会は福岡県の新聞に北九州市への謝意を示す全面広告を出稿。一方北九州市もこれに応え現地の新聞に答礼広告を出稿した。
そして2020年2月22日、ウェールズラグビー協会と北九州市との間で「ラグビーワールドカップ2019のレガシーの一環としてのウェールズラグビー協会と北九州市との友好・協力関係に関する覚書」が締結された。
2025年7月5日にはミクニワールドスタジアムで日本代表とテストマッチを行い、19－24で日本に敗れた。